# 崔敦礼
崔 敦礼（さい とんれい、596年 - 656年）は、唐代の官僚・政治家・軍人。字は安上。もとの名は元礼。本貫は雍州咸陽県。

## 経歴
隋の太子通事舎人の崔民燾（隋の礼部尚書の崔仲方の子）の子として生まれた。古典を渉猟して、節義を重んじ、蘇武の人格を慕った。武徳年間、通事舎人に任じられた。武徳9年（626年）、太宗の命を受けて幽州に赴き、廬江王李瑗を召し出そうとした。李瑗が挙兵して反乱を起こすと、敦礼を捕らえ、長安の朝廷の様子を聞き出そうとしたが、敦礼は答えようとしなかった。敦礼は長安に帰ると、太宗に称賛され、左衛郎将となり、金幣や良馬を賜った。貞観元年（627年）、中書舎人に抜擢された。兵部侍郎に転じ、たびたび突厥への使節をつとめた。霊州都督に出向した。
貞観20年（646年）、長安に召還されて兵部尚書となった。太宗の命を受けて回紇や鉄勒の部落を安撫した。薛延陀が唐の北辺を侵すと、敦礼は英国公李勣とともに薛延陀を撃破した。貞観22年（648年）、瀚海都督の回紇部の吐迷度がその部下に殺害されると、敦礼は太宗の命を受けてその部落の鎮圧に赴き、吐迷度の子の婆閏を立てて帰還した。
永徽4年（653年）、敦礼は高季輔に代わって侍中となり、固安県公に封じられ、修国史をつとめた。永徽6年（655年）、光禄大夫の位を加えられ、柳奭に代わって中書令となった。ほどなく検校太子詹事を兼ねた。老病のため、たびたび引退を願い出た。顕慶元年（656年）、太子少師・同中書門下三品に任じられた。ほどなく死去した。享年は61。開府儀同三司・并州大都督の位を追贈された。昭陵に陪葬された。諡は昭といった。
子の崔余慶は、兵部尚書にまで上った。

## 伝記資料
- 『旧唐書』巻81 列伝第31
- 『新唐書』巻106 列伝第31